# Chuva de meteoros

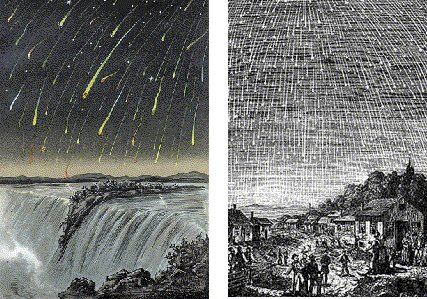
Esquerda: Ilustração de uma chuva de meteoros (Leónidas) sobre a América do Norte em 1866. Direita: Ilustração (artística) de Leónidas em 1833.

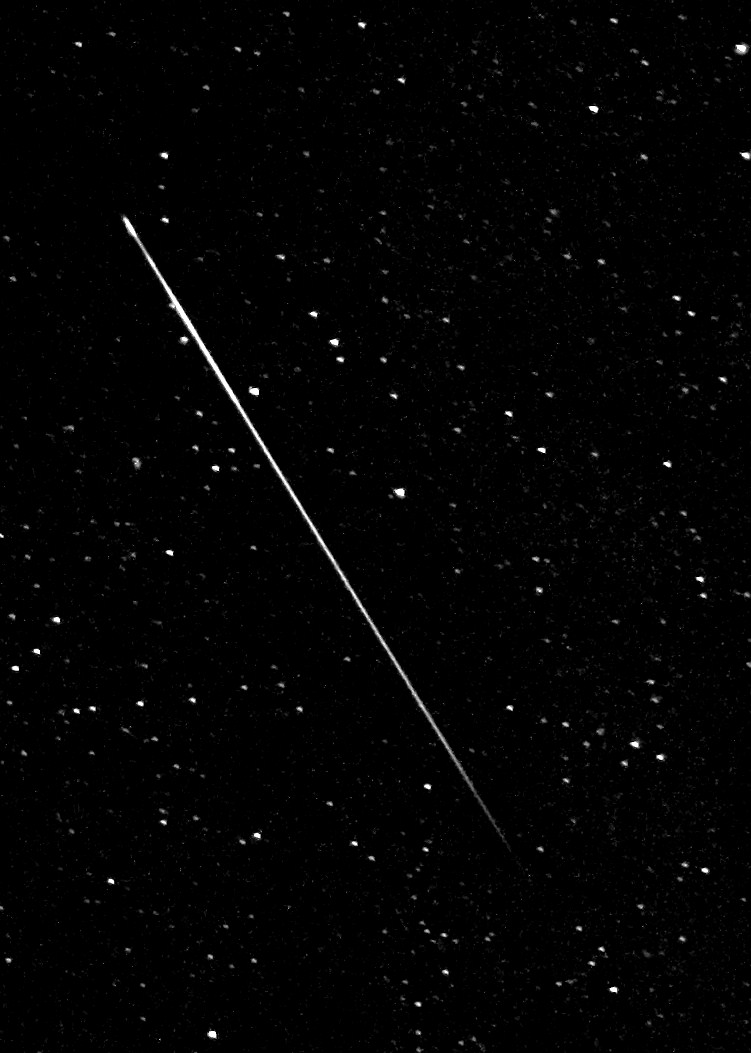
Foto de um meteoro da chuva de meteoros Perseidas.

Chuva de meteoros é um evento em que um grupo de meteoros é observado irradiando de um único ponto no céu (radiante). Esses meteoros são causados pela entrada de detritos na atmosfera a velocidades muito altas. Numa chuva de meteoros, esses detritos geralmente são resultado de interações de um cometa com a Terra, em que material do cometa é desprendido de sua órbita, ou quando a Terra cruza essa órbita. A maior parte dos meteoros são menores do que um grão de areia e por isso quase sempre se desintegram e não atingem a superfície do planeta. Chuvas intensas e incomuns de meteoros são também chamadas de surtos ou tempestades de meteoros, nas quais são vistos mais de mil meteoros por hora.
Esses detritos entram na atmosfera com alta velocidade e entram em combustão, formando as chamadas estrelas cadentes. As chuvas de meteoros são fenômenos periódicos anuais. As mais conhecidas e intensas são as Leônidas e as Perseidas. Qualquer planeta do Sistema Solar com uma atmosfera razoavelmente transparente pode ter chuva de meteoros. Marte é conhecido por ter chuvas de meteoros, que acontecem com intensidade e características diferentes das da Terra.

## Radiante e nomenclatura

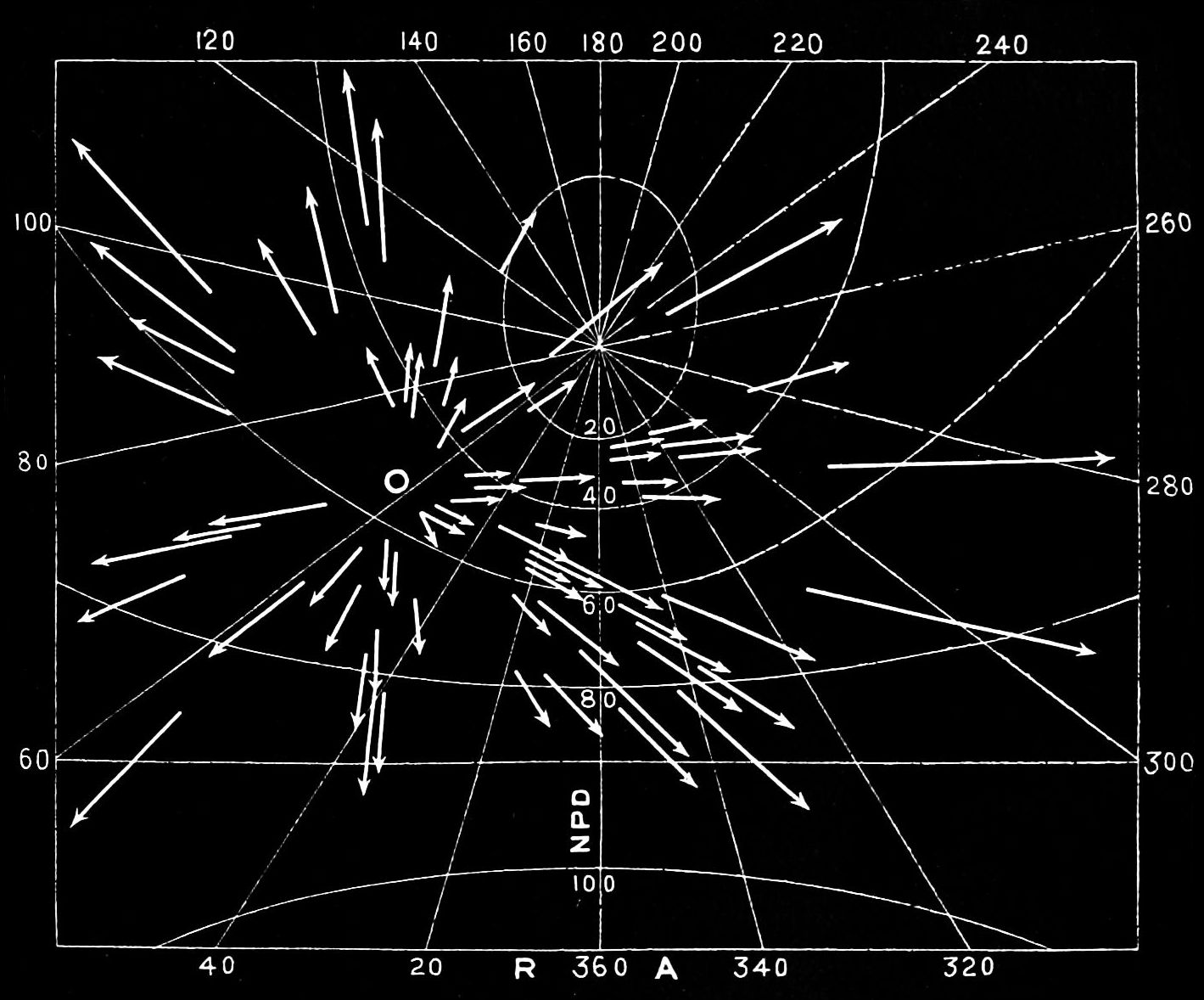
Carta celeste em que é mostrado o radiante de uma chuva de meteoros.

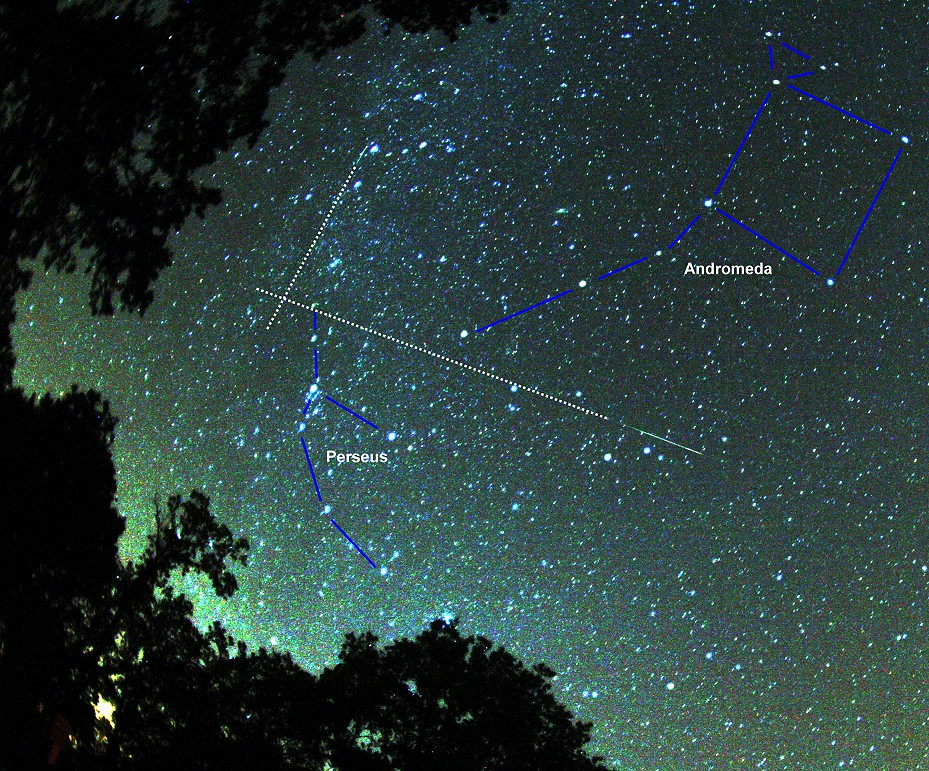
Posição do radiante da chuva de meteoros Perseidas a partir dos traços de dois meteoros.

Os detritos possuem órbitas aproximadamente elípticas, com o Sol em um dos focos. Como a distância dos detritos ao Sol é muito grande, a curvatura é pequena e as trajetórias podem ser consideradas aproximadamente paralelas. Assim, quando entram na atmosfera formam riscos de luz que parecem estar se originando de um mesmo ponto por causa do efeito de perspectiva. Esse ponto é o radiante. Esse efeito pode ser comparado aos trilhos de uma ferrovia longa e retilínea, os quais parecem se fundir no horizonte. O radiante, assim como as estrelas, também apresenta um movimento aparente por causa da rotação da Terra. A posição do radiante também varia um pouco de uma noite para outra por causa do movimento de translação do planeta.
As chuvas de meteoros são nomeadas de acordo com o nome da constelação na qual se localiza o radiante. Quando há mais de uma chuva de meteoros associada a uma mesma constelação, o nome é dado de acordo com a estrela mais próxima do radiante no pico da chuva. A desinência da forma possessiva do latim é substituída por "id" ou "ids" em inglês e por "ídeos" ou "idas" em português. Por exemplo, a chuva de meteoros cujo radiante está próximo da estrela Delta Aquarii (note a desinência possessiva "i") é chamada Delta Aquarids em inglês e Delta Aquarídeos (ou Delta Aquáridas) em português. Um grupo da União Astronômica Internacional monitora as chuvas de meteoros para determinar o nome de cada uma.

## Origem das chuvas de meteoros
Uma chuva de meteoros é o resultado da interação entre um planeta, como a Terra, e o rastro de detritos produzido por um cometa ou asteroide. Os cometas podem produzir detritos de duas formas. A primeira é pelo arrastamento de partículas pelo vapor que se desprende do cometa quando este se aproxima do Sol. Segundo um estudo que Fred Whipple publicou em 1951, os cometas são imensas "bolas de neve sujas" formadas por rochas e envolvidas em gelo que orbitam o Sol. Esse gelo pode ser de água, metano, amônia ou outros compostos voláteis sozinhos ou em combinação. Geralmente as rochas do cometa são fragmentadas, sendo partículas menores (como grãos de areia) mais comuns que outras maiores (como pequenas pedras, por exemplo). Quando o cometa se aproxima do Sol, o calor faz com que os compostos voláteis sublimem, criando várias ejeções de vapor que arrastam as partículas de rochas presentes no meio do gelo. Essas rochas ficam, então, na mesma órbita do cometa e são chamadas de meteoroides. Os gases liberados do cometa, no entanto, são dispersados pela radiação solar, restando apenas a trilha de meteoroides.

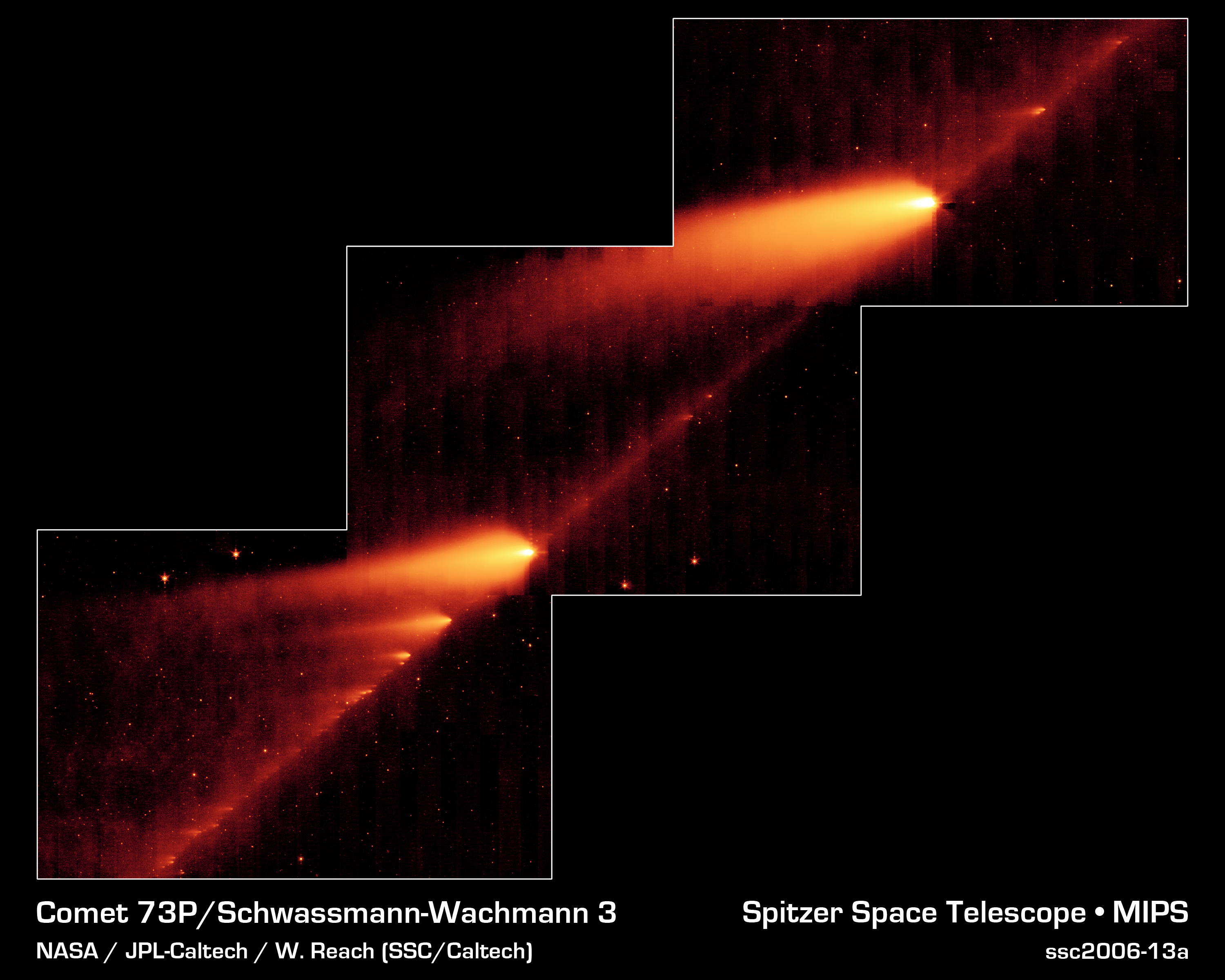
Trilha de meteoroides deixada pelo cometa 73P/Schwassmann-Wachmann em infravermelho. Note a diferença com a cauda do cometa.

A segunda forma foi descoberta recentemente, por Peter Jenniskens, que argumentou que a maior parte das chuvas de meteoros de curta duração não vem da forma normal (quando as partículas são arrastadas pelo vapor de água), mas do produto de raras desintegrações, quando saem pedaços de um cometa dormente ou asteroide. Exemplos são as chuvas de meteoros Quadrântidas e Gemínidas, que surgiram, respectivamente, da fragmentação dos asteroides 2003 EH1 e 3200 Faetonte cerca de 500 a 1 000 anos atrás. Os fragmentos tendem a se desintegrar rapidamente em poeira, areia e pequenas pedras, e se espalhar ao longo da órbita do cometa para formar uma densa trilha de meteoroides, que subsequentemente cruza com a órbita do planeta.

### Evolução das trilhas de meteoroides
Pouco depois de Whipple predizer que partículas de poeira viajavam com velocidades menores em relação ao cometa, Milos Plavec foi o primeiro a propor o conceito de trilha de poeira, quando ele calculou como os meteoroides, uma vez liberados do cometa, poderiam se mover à frente ou atrás do cometa. O efeito é uma simples mecânica orbital - o material se afasta somente um pouco para a lateral do cometa enquanto se move à frente ou atrás deste porque algumas partículas fazem uma órbita mais extensa que outras. Estas trilhas de poeira são às vezes observadas em imagens dos cometas no comprimento de onda infravermelho (radiação do calor), onde partículas da aproximação anterior do Sol são espalhadas ao longo da órbita do cometa.
O empurrão gravitacional dos planetas determina onde as trilhas de poeira passarão pela órbita da Terra, semelhante a um jardineiro direcionando o jato de água de uma mangueira para uma planta distante. Na maioria dos anos, essas trilhas não atingem o planeta completamente, mas em algumas vezes este é atingido por milhares de meteoroides de uma vez. Este efeito foi demonstrado em observações da chuva de meteoros Alfa-Monocerotídeos e de identificações menos conhecidas de tempestades de meteoros passados.

### Cometas de curto e médio período

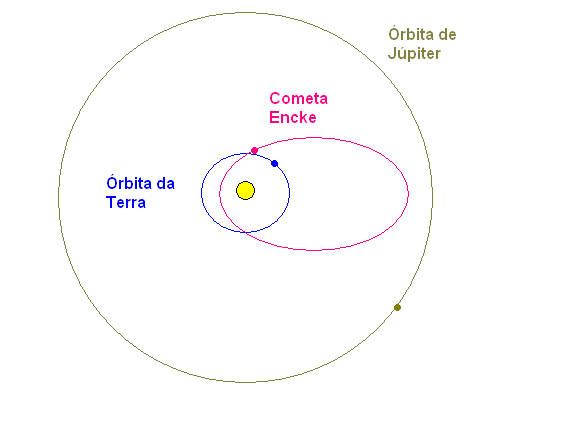
Órbitas da Terra, de Júpiter e do cometa Encke.

Por meio de observações realizadas em infravermelho, as trilhas de poeira são detectadas em órbitas de cometas de curto período (menor que 20 anos). Essa trilha tende a ser menos influenciada pela ação gravitacional dos planetas gigantes, visto que suas órbitas não interceptam a desses planetas. Entretanto a maior proximidade com o Sol faz com que as partículas fiquem mais dispersas por causa da radiação solar que empurra as partículas. Essa trilha vai ficando, então, mais larga. Em cometas da família jupiteriana a poeira tende a ser menos uniforme por causa da influência gravitacional do planeta gigante, e isso cria lacunas e amontoados de meteoroides.
A chuva de meteoros Táuridas, por exemplo, é causada pelo cometa Encke, que tem um período de 3,31 anos. Por causa da proximidade de sua órbita com a órbita de Júpiter, a trilha de meteoroides foi dividida em duas, e por isso essa chuva tem dois picos de atividade anualmente.

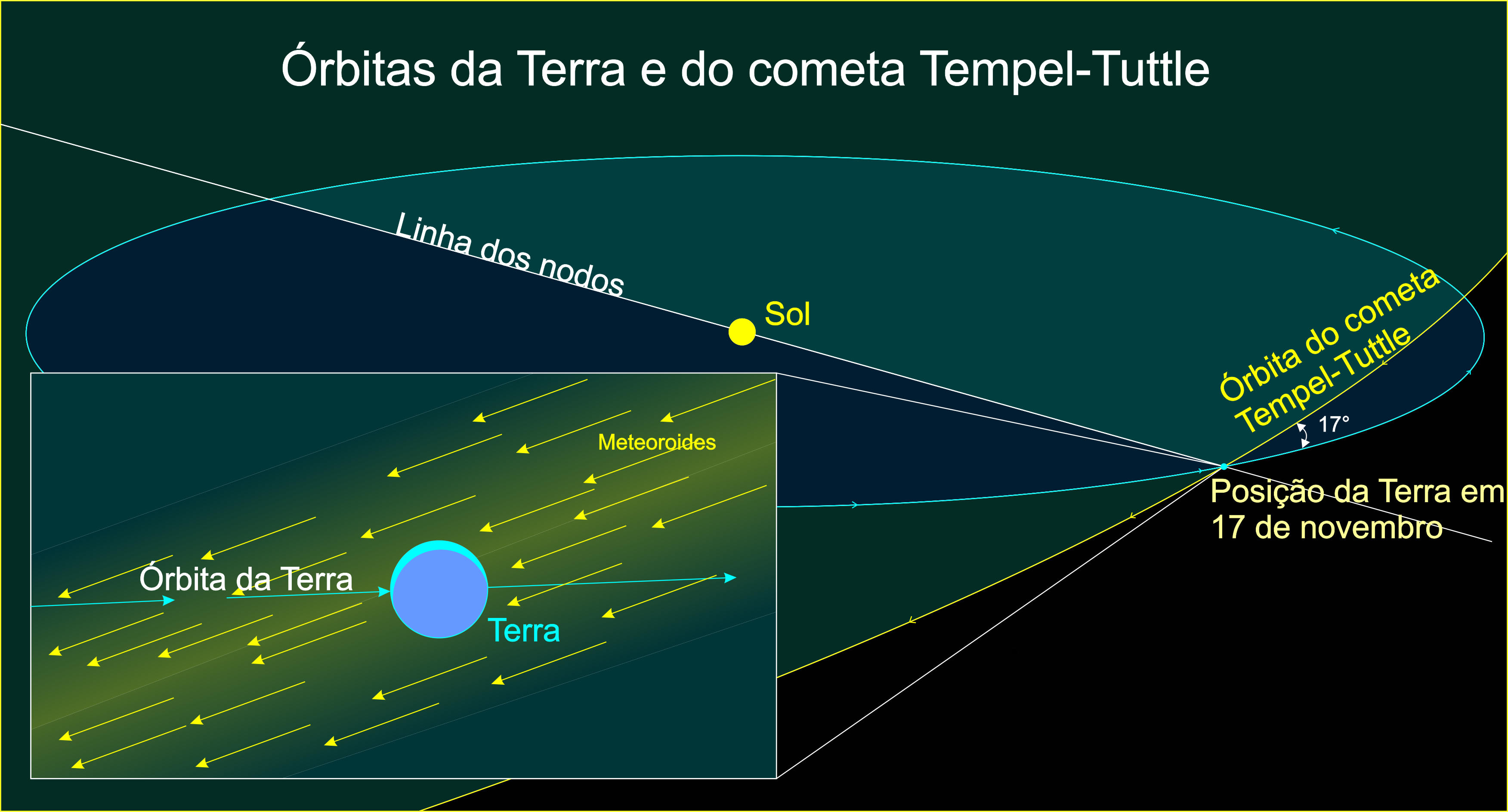
Órbitas da Terra e do cometa Tempel-Tuttle. No dia 17 de novembro de 2012 a Terra cruzou com os rastros de detritos do cometa, e isso dá origem à chuva de meteoros Leônidas.

Os cometas de médio período ou período intermediário possuem um período de translação de 20 a 200 anos e alta inclinação. Esse tipo de cometa produz um rastro de poeira que possui a mesma órbita do próprio, mas tem lacunas e amontoamentos de meteoroides que são criados pela influência gravitacional dos planetas gigantes. Esses amontoamentos possuem o mesmo período orbital do cometa e, portanto, atingem a Terra em períodos determinados que coincidem com o período do cometa. Quando isso acontece, formam-se os surtos e as tempestades de meteoros que podem ser um pouco atrasadas ou adiantadas, mais intensas ou menos intensas, a depender da posição dos planetas gigantes.
O cometa 55P/Tempel-Tuttle, que tem um período de 33 anos e causa a chuva de meteoros Leônidas, intercepta a órbita da Terra quase exatamente e os amontoados de meteoroides criados pelos planetas gigantes atingem nosso planeta em cheio, causando intensas tempestades de meteoros a cada 33 anos.

### Cometas de longo período
Para os cometas de longo período, as trilhas de poeira podem estar em caminhos mais "complicados". Um dos efeitos é que as órbitas de alguns cometas periódicos e de alguns meteoroides que os deixam estão em órbitas ressonantes com Júpiter ou outro planeta gigante, ou seja,  muitas revoluções de um equivalem a outro número de revoluções de outro. Então, como Júpiter vai ter sempre a mesma posição relativa em sua órbita, isso tende a empurrar os meteoros para manter a mesma posição relativa. Isto cria um componente de uma chuva de meteoros chamado "filamento". Esses filamentos podem ser direcionados para o interior do Sistema Solar por meio da influência gravitacional dos planetas gigantes.
Um segundo efeito é um encontro próximo a um planeta. Quando os meteoroides passam pela Terra, alguns são acelerados (formando órbitas mais extensas ao redor do Sol) e outros são desacelerados (formando órbitas mais curtas), resultando em lacunas na trilha de poeira. Também a perturbação gravitacional de Júpiter pode mudar as secções da trilha de poeira drasticamente, especialmente em cometas com períodos mais curtos, quando os grãos de poeira se aproximam do planeta no ponto mais distante da órbita em torno do Sol (afélio), movendo-se mais devagar. Como resultado, a trilha tem alguns amontoamentos e lacunas em cada liberação de material pelo cometa. Por isso, em chuvas desse tipo, podem ocorrer surtos de meteoros, ou seja, uma atividade subitamente aumentada, durante alguns minutos ou horas.
O terceiro efeito é aquele da pressão de radiação, que empurra as partículas menores em órbitas mais distantes, enquanto os objetos maiores (que criam os bólidos ou bolas de fogo quando entram na atmosfera da Terra) tendem a ser menos afetados por essa pressão. Isto faz algumas trilhas de poeira serem ricas em meteoros brilhantes, enquanto outras têm meteoros mais "fracos". Depois de um certo tempo, estes efeitos dispersam os meteoros e criam uma corrente mais ampla. Os meteoros que vemos dessas correntes são partes de chuvas de meteoros anuais, porque a Terra encontra essas correntes todo ano.
Um exemplo desse tipo de chuva de meteoros é a Alfa-Monocerotídeos. Em 22 de novembro de 1995, aconteceu um surto dessa chuva que havia sido previsto anteriormente, com base nos registros de um surto ocorrido em 1935. A posição de Júpiter e Saturno seria parecida com aquela de 1935, o que faria com que a Terra fosse novamente atingida por meteoroides como naquela ocasião, o que de fato aconteceu. A detecção e análise de trilhas de meteoros de cometas de longo período pode auxiliar na descoberta de um cometa que pode ter certo risco de colisão com a Terra.
Quando os meteoroides colidem com outros objetos na nuvem zodiacal, eles perdem a associação com as correntes e se tornam meteoritos esporádicos. Uma vez dispersados da corrente em que estavam, os meteoroides ficam isolados e portanto não pertencem mais a nenhuma chuva de meteoros. Esses meteoros não vão parecer surgir de nenhum radiante predeterminado, visto que estão sozinhos.

## História

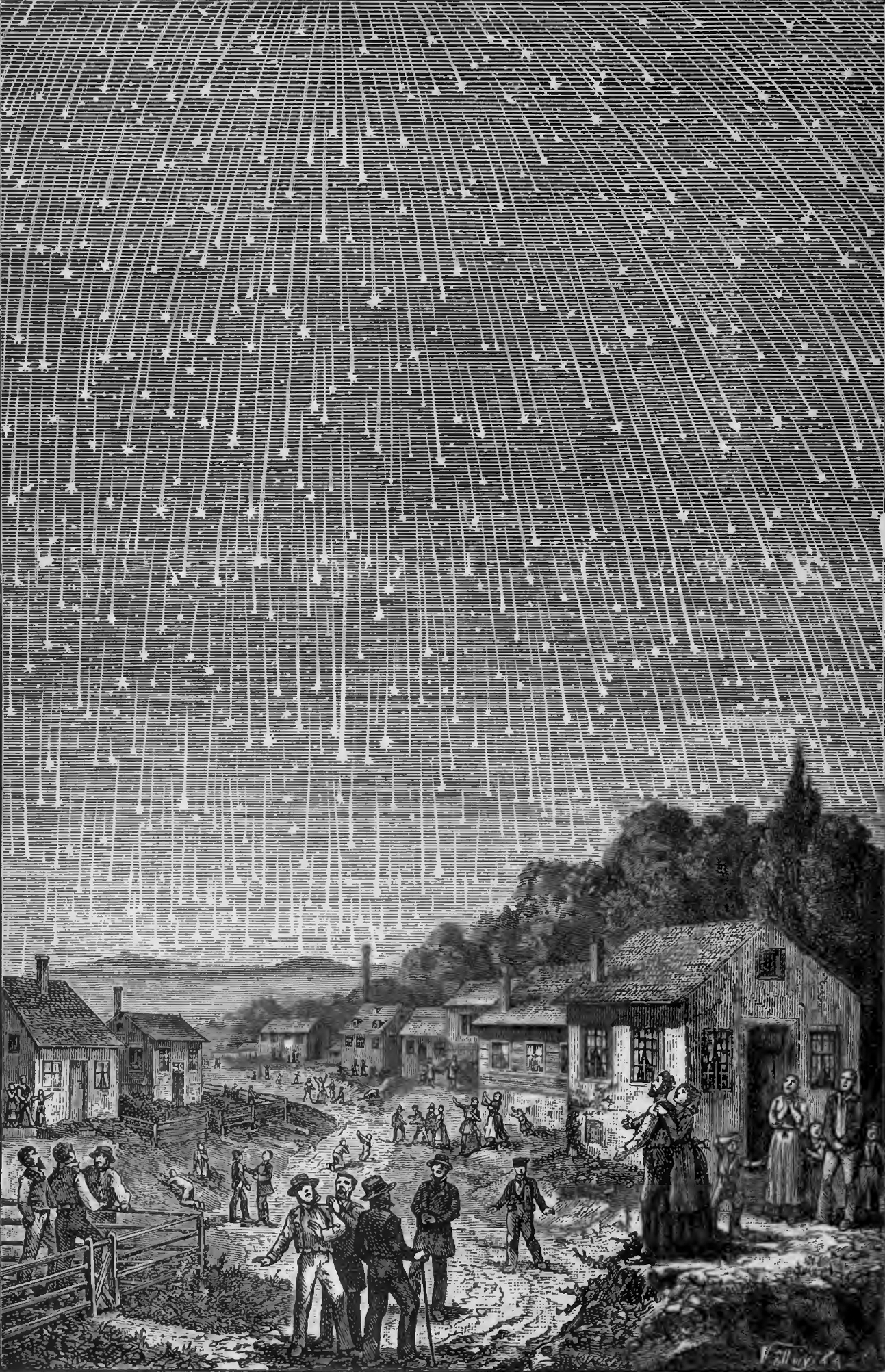
Chuva de meteoros Leônidas em 1833.

Chuvas de meteoros são eventos que despertam a curiosidade humana desde o início da humanidade e isso é evidenciado por muitos registros e histórias que fazem referência a diversas chuvas de meteoros. O registro mais antigo da chuva de Perseidas, por exemplo, data do ano de 36 d.C., feito por astrônomos chineses. Leônidas foi a chuva de meteoros mais intensa nos últimos séculos, responsável por grandes eventos que surpreenderam pela quantidade de meteoros observada.
Aliás, em relação a Perseidas, foram feitos vários relatos por astrônomos chineses e coreanos entre os séculos VIII e XI, e depois disso foram feitas somente referências esporádicas citando a atividade de meteoros no mês de agosto. Essa chuva de meteoros foi chamada também de "lágrimas de São Lourenço", porque o pico coincidia com a festa desse santo na Itália.
No ano de 868 d.C. a órbita de um cometa até então desconhecido cruzou pela primeira vez a órbita da Terra depois de mudanças graduais nos séculos anteriores. O rastro deixado por esse cometa causou, no ano de 902 d.C., a primeira chuva de meteoros Leônidas, que foi relatada por astrônomos chineses e observadores no Egito e na Itália. Alguns séculos depois, em 15 de novembro de 1630, morreu o cientista Johannes Kepler e dois dias depois, no seu funeral, a chuva de meteoros Leônidas encheu o céu, o que foi considerado uma "saudação de Deus".

“Cerca de duas da madrugada fomos chamados pelo choro dos sinais nos céus. Despertamos, e para nosso espanto todo firmamento parecia envolvido em esplêndidos fogos [...]. Milhares de meteoros brilhantes caíam no espaço em todas as direções, com longos rastros de luz seguindo seus cursos. Isto durou várias horas, e só acabou quando os raios de sol iluminaram o céu [...].”

— Relato de Elder Parley P. Pratt, nos Estados Unidos em 1833.
Nas noites de 10 a 13 de novembro de 1833, milhares de meteoros de Leônidas foram vistos cortando o céu. Eram tantos riscos no céu que durante as 9 horas do pico do evento, estimou-se a ocorrência de mais de 200 mil meteoros riscando o céu de toda a região ao leste da Montanhas Rochosas, na América do Norte. O evento foi tão vigoroso que o dia 12 de novembro de 1833, quando foi registrada a maior intensidade do fenômeno, ficou conhecido como "o dia em que as estrelas caíram".
As reações das pessoas diante da intensidade do fenômeno variaram desde a histeria clamando o Dia do Julgamento até a alegria dos cientistas e astrônomos, que estimaram que cerca de mil meteoros por minuto emanavam da constelação de Leão. Jornais da época mostram que praticamente todos acordaram para ver o evento, seja por causa dos gritos de vizinhos espantados, seja por causa dos flashes de luz produzidos por bolas de fogo que iluminavam todo o céu. Essa noite marcou o nascimento da astronomia de meteoros.
Naquela época a natureza dos meteoros não era conhecida com certeza, e várias teorias tinham sido propostas para explicar o fato. Uma delas explicava como plantas mortas por congelamento liberavam gases graças à ação do Sol. Esse gás, teoricamente hidrogênio, entrava em combustão por causa da eletricidade ou de partículas fosfóricas presentes na atmosfera. Outra teoria propunha que os ventos vindos do sul traziam ar eletrificado que, graças ao frio da madrugada, descarregavam sua eletricidade na terra. Mas foi D. Olmsted quem descobriu a verdadeira natureza da chuva de meteoros. Depois de colher várias informações em observações e relatos, concluiu que os meteoros se originavam de uma nuvem de partículas no espaço.
O interesse dos astrônomos nessa chuva de meteoros começou quando se previu que o retorno da chuva aconteceria em 1866, analisando-se os registros antigos das chuvas de meteoros. Realmente a chuva aconteceu naquele ano, e ficou constatado que uma grande atividade dessa chuva de meteoros acontece a cada 33 anos, embora a intensidade não tenha sido tão grande quanto aquela ocorrida em 1833, mas ainda assim foi bastante marcante. Em 1899 foi prevista outra chuva de meteoros extraordinária. A chuva aconteceu, mas não com a intensidade esperada, caracterizando o que C. P. Olivier chamou de "o pior golpe já sofrido pela astronomia aos olhos do público", pois era grande a expectativa de toda a população para ver tal evento celeste.

## Principais chuvas de meteoros

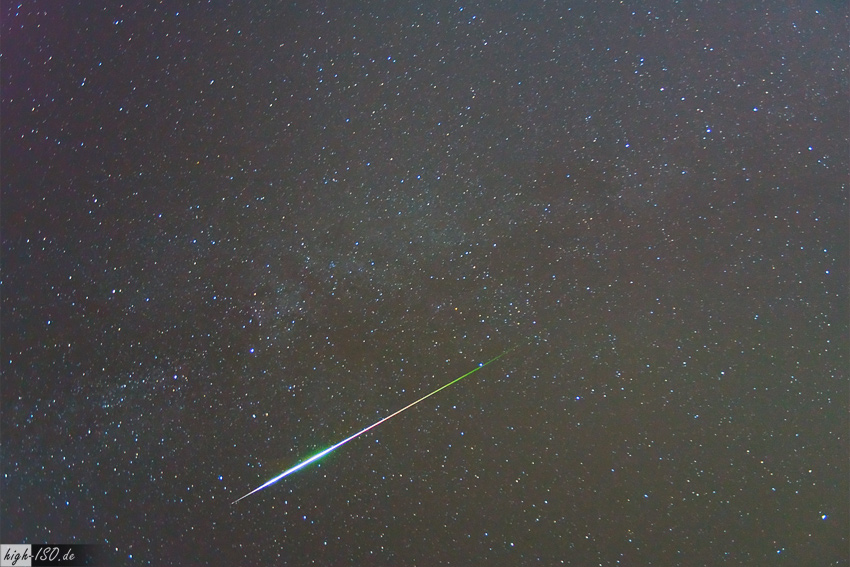
Meteoro da chuva de meteoros Perseidas (2009).

Existem dezenas de chuvas de meteoros catalogadas, mas somente algumas se destacam pela quantidade e pelas características dos meteoros que apresentam.

### Perseidas
É a chuva de meteoros mais conhecida, pois sempre exibe uma grande quantidade de meteoros no seu pico, que ocorre entre 12 e 13 de agosto. Durante essas noites, a taxa horária varia entre cinquenta e oitenta meteoros. Para observadores no hemisfério sul, o radiante fica muito baixo ou até mesmo abaixo do horizonte, fazendo com que a quantidade de meteoros seja reduzida para cerca de dez a quinze meteoros por hora que parecem estar "saindo" do horizonte norte. O primeiro registro desta chuva foi feito pelos chineses em 36 d.C.. Cálculos feitos entre 1864 e 1866 pelo italiano G. V. Schiaparelli mostraram que os detritos responsáveis pela chuva de meteoros eram originados do cometa 109P/Swift-Tuttle, que fora descoberto em 1862.

### Leônidas

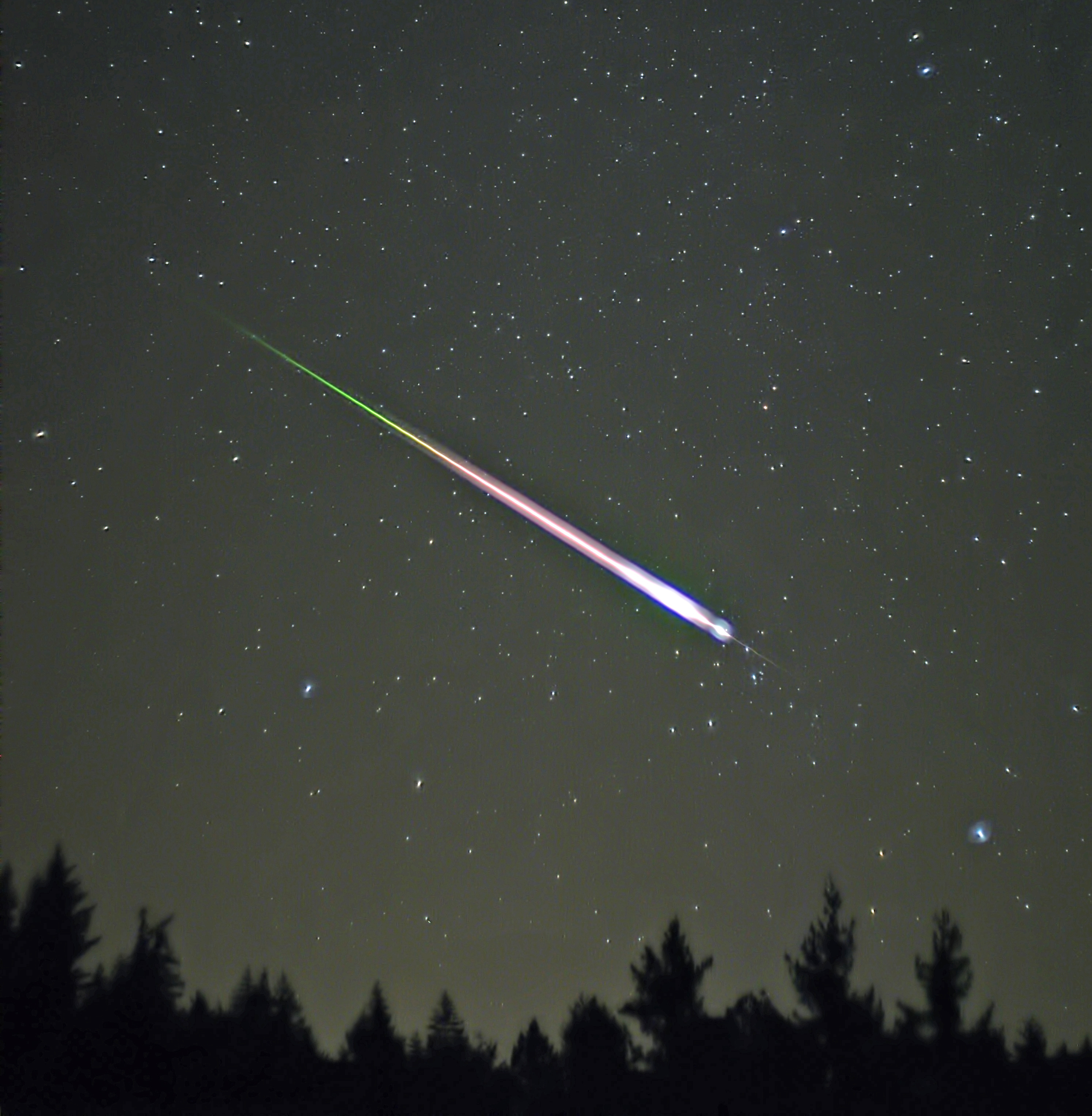
Meteoro da chuva de meteoros Leonidas (2009).

Essa chuva de meteoros, que ocorre entre 13 e 18 de novembro, com um pico máximo nas noites de 17 e 18 do mesmo mês, tem produzido algumas das mais intensas manifestações desse fenômeno na história. Geralmente exibe uma taxa horária de dez meteoros, mas a cada 33 anos aproximadamente acontece um aumento de atividade extraordinário, podendo ser vistos centenas ou até milhares de meteoros por hora. O último surto aconteceu entre 1998 e 2002. As noites de pico que ocorreram em 1833, uma das mais marcantes da história, não só marcam a descoberta da origem das chuvas de meteoros mas também o nascimento da astronomia de meteoros, pois foi descoberta a periodicidade desse fenômeno. A chuva está associada com o cometa 55P/Tempel–Tuttle, com período também de aproximadamente 33 anos.

### Eta Aquáridas
Todo ano, os primeiros meteoros dessa chuva podem ser vistos em 21 de abril e persistem até 12 de maio, sendo o pico nas noites de 5 e 6 de maio. No hemisfério sul os observadores podem ver cerca de trinta meteoros por hora, contra somente dez no hemisfério norte. O radiante localiza-se na constelação de Aquário, e isso faz com que a observação seja prejudicada, porque o radiante nasce somente cerca de uma hora antes de os primeiros raios de sol clarearem o céu. Os primeiros relatos dessa chuva são do século IX d.C. e seu radiante foi determinado em 1870. Os meteoros dessa chuva são conhecidos por deixarem rastros luminosos persistentes, que duram mais de um segundo. Em 1983 descobriu-se que a chuva estava associada ao Cometa Halley.

### Oriônidas
Essa chuva de meteoros também é causada pelos detritos do Cometa Halley e ocorre geralmente entre 15 e 29 de outubro, com o pico entre os dias 20 e 22. A taxa horária no hemisfério sul é de cerca de quarenta meteoros, enquanto no hemisfério norte é de somente vinte. A primeira observação precisa desta chuva foi feita em 1864 e no ano seguinte foi confirmado o radiante na constelação de Órion.

### Gemínidas
Essa chuva ocorre entre 6 e 18 de dezembro, com o pico nos dias 13 e 14. No hemisfério norte durante os dias de pico podem ser observados entre cinquenta e oitenta meteoros por hora. Já no hemisfério sul essa taxa reduz-se para vinte meteoros por hora, visto que o radiante fica próximo do horizonte noroeste. O primeiro a constatar a localização do radiante dessa chuva foi o inglês R. P. Greg em 1862. Em 1983 descobriu-se que um asteroide, o 3200 Faetonte, movia-se numa órbita bastante próxima da trilha de meteoros responsável pela Gemínidas e logo depois constatou-se que esse corpo celeste estava diretamente relacionado à chuva de meteoros, sendo o primeiro asteroide identificado que está associado a esse tipo de fenômeno.

## Observação

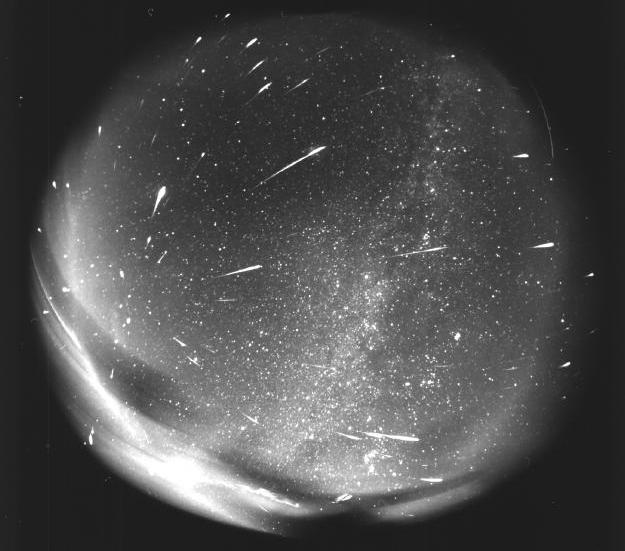
Fotografia com exposição de quatro horas da chuva de meteoros Leônidas em 1998.

As chuvas de meteoros são um dos poucos eventos astronômicos que podem ser observados a olho nu. As condições para observação influenciam na quantidade de meteoros que podem ser vistos. A poluição luminosa, presença de nuvens e da Lua em suas fases mais luminosas, por exemplo, podem reduzir consideravelmente a quantidade de meteoros observados, pois o brilho dos meteoros mais fracos é ofuscado pelas fontes luminosas ou obstruídos por barreiras físicas. Devido à rotação da Terra, o melhor horário para observar uma chuva de meteoros é de madrugada, pois esta parte do planeta "colide" com os meteoroides no espaço, fazendo com que a frequência de meteoros nesse horário aumente. Esse fenômeno pode ser comparado a um carro andando em uma rodovia, onde os flocos de neve, por exemplo, atingem com mais frequência a parte dianteira do veículo em relação à parte de trás.
Por meio de fotografias e vídeos as observações se tornaram mais acuradas. Fotografias fornecem informações valiosas para determinação do radiante, da velocidade, da composição de meteoros e até a determinação do corpo celeste com o qual a chuva está relacionada. As observações em vídeo são mais recentes (as primeiras observações automáticas foram feitas na Alemanha em 1999) e possuem uma série de vantagens em relação aos outros tipos de observação. Por meio de gravações são determinados vários parâmetros tais como o tempo, brilho, velocidade, curvas de luz e o espectro dos meteoros.
Um tipo de observação indireta consiste em utilizar ondas de rádio para detectar meteoros. Quando o meteoro entra na atmosfera terrestre, deixa uma trilha de material ionizado que reflete as ondas de rádio, as quais podem ser detectadas por outras estações de rádio a cerca de 2 000 quilômetros de distância. A técnica tem se tornado popular entre observadores de meteoros amadores, que monitoram o sinal utilizando computadores. Com esse tipo de observação foram descobertas várias chuvas de meteoros que acontecem durante o dia.

## Organizações
Em 1988, foi criada a Organização Internacional de Meteoros (International Meteor Organization (IMO)), que é uma organização científica sem fins lucrativos que possui membros por todo o mundo. Os principais objetivos da IMO são o encorajamento, o suporte e a coordenação da detecção de meteoros para melhorar a qualidade de observações amadoras e espalhar os resultados das observações para que se faça uma análise global dos dados obtidos. Para atingir seus objetivos, a IMO distribui um jornal bimestral que contém os dados obtidos pelos seus membros, bem como o resultado de análises e descobertas relacionadas aos meteoros.
Outra organização importante é a Sociedade Americana de Meteoros (American Meteor Society (AMS)). Foi fundada em 1911 por Charles P. Olliver, que convidou quinze membros para compor a sociedade. Atualmente é uma instituição sem fins lucrativos composta por observadores e cientistas profissionais e amadores localizados principalmente nos Estados Unidos e Canadá, com o objetivo de estudar os fenômenos relacionados aos meteoros. A sede da sociedade está localizada no campus da Universidade Estadual de Nova York, na cidade de Geneseo. A AMS publica um jornal trimestral chamado Meteor Trails, que consiste numa variedade de artigos sobre as observações recentes, cartas, calendários e outros materiais para os entusiastas.

## Chuvas de meteoros em outros corpos celestes

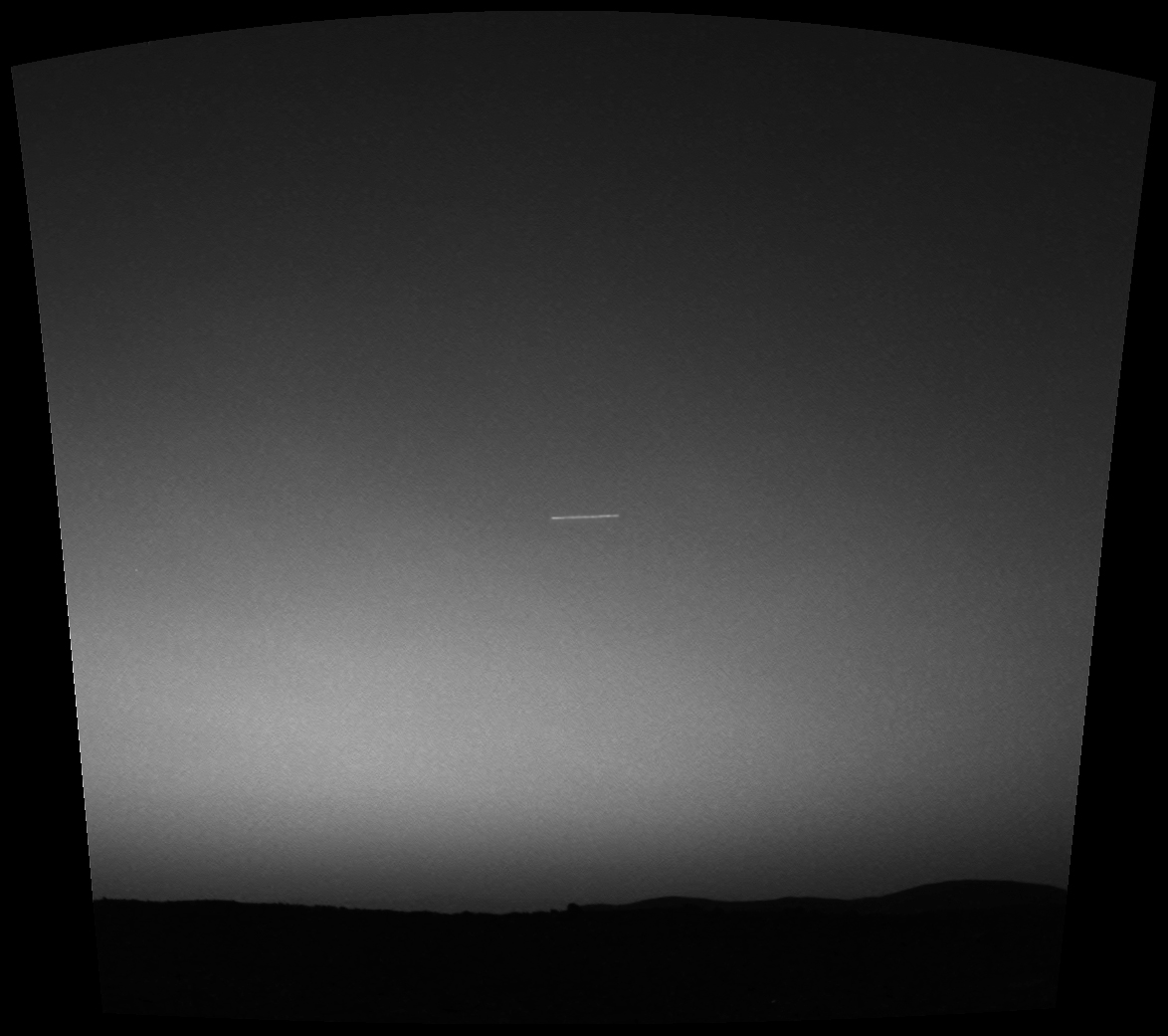
Meteoro fotografado em Marte pela sonda Spirit.

Qualquer outro corpo do Sistema Solar que possui atmosfera pode também ter chuvas de meteoros. Em Marte as chuvas de meteoros ocorrem em diferentes períodos em comparação com a Terra, e os meteoros se apresentam de uma forma diferente, por causa da composição da atmosfera.

“ Assim como podemos prever as chuvas de meteoros na Terra, como Leônidas, podemos também prever quando as chuvas de meteoros vão acontecer em Marte ou em Vênus. Acreditamos que estrelas cadentes aparecem nesses planetas com brilho semelhante às que vemos na Terra. Entretanto, como não estamos em posição para assistir a essas chuvas no céu marciano diretamente, temos que examinar os dados de satélite para procurar por evidências de partículas explodindo na alta atmosfera.
”

— Dr. Apostolos Christou (cientista da NASA).
Apesar de a atmosfera marciana ter somente um por cento da densidade da atmosfera terrestre no nível do solo, nas camadas superiores onde os meteoroides explodem a densidade é bastante similar e, sendo assim, os efeitos são quase semelhantes. Somente a velocidade menor dos meteoroides, por causa da maior distância do Sol, poderia reduzir o brilho dos meteoros. No dia 7 de março de 2004, a câmera panorâmica do veículo de exploração de MarteSpirit gravou um rastro luminoso que foi provavelmente produzido por um meteoro de uma chuva de meteoros marciana associada com o cometa 114P/Wiseman-Skiff. Uma forte chuva de meteoros dessa chuva era esperada em 20 de dezembro de 2007.
O estudo das chuvas de meteoros marcianas pode melhorar o entendimento dos cometas da família jupiteriana, pois os cometas passam pela órbita de Marte com quatro vezes mais frequência do que na órbita da Terra e grande parte desses cometas são da família jupiteriana. Quando um meteoro explode na atmosfera de um planeta, o metal contido nele é ionizado e forma um rastro de plasma. Na Terra, este rastro fica a cerca de 100 km da superfície e em Marte fica de 80 a 95 km de altitude. As chuvas de meteoros que acontecem no planeta vermelho são indiretamente detectadas através dos instrumentos da sonda Mars Global Surveyor, que monitora a densidade de elétrons nas camadas superiores da atmosfera do planeta.